# Диплай
Диплай — правитель агриан около 330 года до н. э.
О правившем около 330 года до н. э. Диплае, по всей видимости, правителе у агриан, известно только из обнаруженного в Режанци нумизматического материала с его именем. По замечанию Й. Юруковой, Е. Петровой, Диплай был современником Патрея, так как их монеты имеют большое сходство. На аверсе тетрадрахм Диплая изображён Аполлон в лавровом венце. На реверсе помещёна фигура всадника с копьём на лошади. Исполнение во многом грубое, схематичное.